# FC Porto (rink hockey)
Maillots
Le Futebol Clube do Porto est un club portugais omnisports, basé à Porto et présidé par André Villas-Boas. Cet article est consacré à sa section rink hockey. L'équipe première est une équipe professionnelle qui évolue en 1re division, dans laquelle elle est l’équipe la plus titré avec 24 titres. Champion d'Europe à trois reprises (en 1986, 1990 et 2023), le FC Porto est, en 2023, le 4e club mondial.

## Palmarès

### National
- Champion du Portugal de 1re division en 1982–83, 1983–84, 1984–85, 1985–86, 1986–87, 1988–89, 1989–90, 1990–91, 1998–99, 1999–00, 2001–02, 2002–03, 2003–04, 2004–05, 2005–06, 2006–07, 2007–08, 2008–09, 2009–10, 2010–11, 2012–13, 2016–2017, 2018–2019, 2021–2022 et 2023-2024.
- Vainqueur de la Coupe du Portugal en 1982–83, 1984–85, 1985–86, 1986–87, 1987–88, 1988–89, 1995–96, 1997–98, 1998–99, 2004–05, 2005–06, 2007–08, 2008–09, 2012–13, 2015–16, 2016–17, 2017–18, 2021–22 et 2023-24.
- Vainqueur de la Supercoupe du Portugal en 1984, 1985, 1986, 1987, 1988, 1989, 1990, 1991, 1992, 1996, 1998, 2000, 2005, 2006, 2007, 2008, 2009, 2011, 2013, 2016, 2017, 2018 et 2019.
- Vainqueur de la Elite Cup en 2022.

### International
- Vainqueur de la Coupe intercontinentale en 2021.
- Vainqueur de la Coupe continentale en 1986 et 2023.
- Champion de la Ligue européenne en 1986, 1990 et 2023.
- Vainqueur de la Coupe CERS en 1994 et 1996.
- Vainqueur de la Coupe d'Europe des vainqueurs de coupe en 1982 et 1983.

## Joueurs célèbres
- Reinaldo Ventura, international portugais de 1997 à 2012, champion du monde en 2003, capitaine de l'équipe du Portugal de 2008 à 2010. Formé au FC Porto, il y joua 25 ans, de 1990 à 2015.
- Pedro Gil, international espagnol depuis 2000, champion du monde à 6 reprises en 2001, 2005, 2007, 2009, 2011 et 2013, capitaine de l'équipe d'Espagne depuis 2009, considéré par beaucoup comme le meilleur joueur de son époque. Il évolua au FC Porto 8 saisons, entre 2002 et 2007 puis entre 2009 et 2012, remportant 7 titres de champion du Portugal.